# Список переименованных населённых пунктов Мордовии
В данном списке приведены населённые пункты, расположенные согласно современному административно-территориальному делению в Мордовии, название которых изменялось.

## Г
- Кокуевка → Горки (сельский населённый пункт)[1]

## Д
- Старая Пуза → Дубровское (сельский населённый пункт)[2]

## З
- Нееловка → Заречная (сельский населённый пункт)[3]
- Хворовка → Зелёный дол (сельский населённый пункт)[4]
- Мертовщина → Знаменское (сельский населённый пункт)[5]

## И
- Старое Жабино → Инелей (сельский населённый пункт)[6]
- Самодуровка → Инсаровка (сельский населённый пункт)[2]

## К
- Голышовка → Калиновка (сельский населённый пункт)[7]
- Новая Пуза → Калиново (сельский населённый пункт)[8]
- Лашма → Кашаево → Воскресенская Лашма → Ковылкино (1919)[9]
- Казнеевка → Коммунар (сельский населённый пункт)[1]
- Заводской → Комсомольский (посёлок городского типа)[10]
- Голодяевка → Красино (сельский населённый пункт)[7]
- Старое Аракчеево → Красная Волна (сельский населённый пункт)[6]
- Новое Жабино → Красная Нива (сельский населённый пункт)[8]
- Новое Аракчеево → Красная Подгора (сельский населённый пункт)[8]
- Стражинческие Выселки → Красная Поляна (сельский населённый пункт)[6]
- Эмилиендорф → Красная Поляна (сельский населённый пункт)[11]
- Ишаки → Красногорное (сельский населённый пункт)[10]
- Хлыстовка → Краснополье (сельский населённый пункт)[4]
- Сбродовка → Краснофлотец (сельский населённый пункт)[2]
- Красный Октябрь → Красный Спутник (сельский населённый пункт)[1][12]

## Л
- Васильевка → Лесная (сельский населённый пункт)[13][12]
- Лесное Сучкино → Лесной Бор (сельский населённый пункт)[5][12]
- Старо-Сивильский Майдан → Летки
- Польское Сучкино → Липовка (сельский населённый пункт)[14]
- Акшенас-Трехсвятск → Луговая (сельский населённый пункт)[15]

## М
- Собаченки → Мичурино (сельский населённый пункт)[6]
- Калиновка → Мирный (сельский населённый пункт)[12]
- Дракино → Молодые Всходы (сельский населённый пункт)[7]

## Н
- Ибаково → Нагорная (сельский населённый пункт)[10]
- Сучкино → Новотроицкое

## О
- Большая Бриловка → Октябрь (сельский населённый пункт)[13]
- Дурасово → Октябрьский (сельский населённый пункт)[7]

## П
- Васильевка → Парцинский (сельский населённый пункт)[13][12]
- Свинолуповка → Первое Мая (сельский населённый пункт)[2]
- Богородское-Голицыно → Первомайск (сельский населённый пункт)[13]
- Совхоз Красный Коноплевод → Преображенский (2006)
- Жабье → Пригородное (сельский населённый пункт)[10]
- Кочетовка → Приречье (сельский населённый пункт)[1][12]
- Налитово → Пуркаево (сельский населённый пункт)[3]
- Могиловка → Пушкино (сельский населённый пункт)[3]

## С
- Гольтяпино → Свобода (сельский населённый пункт)[7]
- Алферьево → Советское (сельский населённый пункт)[15]
- Сирикуши → Сосновка (сельский населённый пункт)[2]
- Трепаловка → Сосновое (сельский населённый пункт)[6]

## Т
- Старое Качаево → Ташто Кшуманця[16].

## У
- Потижский Острог → Усыскино (сельский населённый пункт)[14]

## Ч
- Могиловка → Чапаева (сельский населённый пункт)[5]
- Жулябино → Чапаево (сельский населённый пункт)[10]
- Дмитриевка → Черемушки (сельский населённый пункт)[7][12]
- Княжья Голодаевка → Чкалово (сельский населённый пункт)[1]

## Источник
- Е. М. Поспелов. Имена городов: вчера и сегодня (1917—1992): Топонимический словарь. — Москва: Русские словари, 1993. — 249 с.